# Лукан Лилов
Лукан Илийов Лилов е български свещеник, просветен деец, националреволюционер, член на Ловешкия частен революционен комитет от Вътрешната революционна организация (ВРО).

## Биография
Лукан Лилов е роден през 1802 г. в град Тетевен. Семейството му се преселва в Ловеч през 1809 г., където усвоява папукчийския занаят.

### Свещеник и просветител
Поради дарбите и познанията които има, му е предложено и става учител в килийното смесено училище в ловчанския метох на Гложенския манастир. Въвежда редица новости в училището – звънец, черна дъска, столове, каца с вода за миене и школски тефтер. Жени се за дъщерята на ловченския строител Кочо Джанков-Мария Кочова. От брака си има десет деца, от които три умрели и седем живи: Величка, Марин, Яна, Илия, Тошко, Христо и Йорданка. Датата на запопването не е известна. Свещеник на ловешкия храм „Света Богородица“. В енорията му са и селата Араплии (дн. Абланица), Голец и Вратца (дн. Стефаново).
Свещеник Лукан Лилов е ученолюбива, любознателна и енциклопедична личност. Събира стари книги и ръкописи. Владее турски и руски език. Оставя множество бележки и приписки. Възпитава децата си в любов и преданост към поробеното отечество. Пет от тях се включват в националреволюционната борба: Величка, Марин, Тошко, Илия и Христо. Важен писмен документ на поп Лукан е останалият до наши дни ръкописан от него и датиран 7 януари 1827 г. „Вечен календар“. Ръкописът е с кожена подвързия и се състои от 44 листа – текст, забележки, рисунки и разноцветна украса. Покрай просветителската и свещеническа дейност се занимава и с книговезане и дърводелство.

### Участие в националреволюционната борба
В къщата на поп Лукан Лилов (май 1869), при първото си посещение в Ловеч отсяда Васил Левски, а впоследствие често е подслоняван и укриван, а при боледуване е лекуван с илачи (лекарства) от попадия Мария. Член на Ловешкия частен революционен комитет на ВРО. Включването на цялото му семейство в националреволюционата борба дава основание на професор Параскев Стоянов да отбележи:
„След семейството на баба Тонка Обретенова (от Русе), семейството на поп Лукан Лилов може да служи за пример по своята преданост на освободителното дело“.
По-лаконичното свидетелство на Захари Стоянов:
„У поп Луканови дори и кокошките били революционери“.
След Арабаконашкия обир на турската поща от Димитър Общи, на 28 октомври 1872 г. е арестуван в Ловеч заедно със сина си Марин, дъщеря си Величка и Димитър Пъшков. Държи се достойно. Двадесет дни по-късно тримата мъже са откарани в София (17 ноември 1872). Тук се разбира, че попът, за когото говори Димитър Общи, не е същият и поп Лукан бива незабавно освободен. Връща се в Ловеч по заповед. Същия ден освобождават Величка Хашнова и арестуват поп Кръстьо.
Месеци след процеса и обесването на Левски, в Ловеч възникват фамилни ежби, че има предателство и всичко това е станало заради кражба на комитетски пари. Взаимните обвинения са между Лукановият род и свещеноиконом Кръстьо Никифоров. В крайна сметка след близо 100 години историята доказа, че предател няма и Васил Левски е жертва на дълга верига от полицейски разкрития, базирани на над 80 свидетелски показания.
При копане на основи за къща на улица „Марин Поплуканов“ №17 срещу сградата на Музей Васил Левски (Ловеч) са открити 1364 златни монети (1973). Предполага се, че са същите комитетски пари, които са съхранени и са стояли непипнати почти 100 години.
Ловешката турска власт не забравя участието на свещеник Лукан Лилов в националреволюционата борба. Загива по време на Руско-турската война (1877 – 1878) при турското превземане на Ловеч на 15 юли 1877 г. Ранен е в храма „Света Богородица“ по време на църковна служба заедно с дъщеря си Яна. Убит е малко по-късно от местен башибозук.